# Famille Cygnaeus
La famille Cygnaeus est une famille finlandaise dont certains membres ont eu une influence culturelle très importante au XIXe siècle en Finlande.

## Histoire
L’ancêtre de la famille est Johannes Martinpoika  qui officie comme chapelain de Joutseno.
Son épouse Birgitta Svahn (Svanaeus) est la fille de Georgius Jousenius le pasteur de la paroisse de Joutseno.
Leur fils choisit de porter le nom Cygnaeus (lat. cygnus qui signifie le cygne, ) adapté de celui de leur mère,.

## Personnalités
- Zacharias Cygnaeus vanhin (vers 1700–1774),
- Zacharias Cygnaeus le vieux (1733–1809),
- Zacharias Cygnaeus le jeune (1763–1830),
- Johan Henrik Cygnaeus (1765–1814),
- Fredrik Cygnaeus (1807–1881),
- Gustaf Cygnaeus
- Uno Cygnaeus (1810–1888),
- Gustaf Cygnaeus (1851–1907),
- Walter Cygnaeus (1856–1930),
- Wilhelmina Cygnaeus, née Backlund (1851–1936),

## Pour approfondir